# كومباس جروب
كومباس جروب هي شركة خدمات طعام بريطانية متعددة الجنسيات مقرها في تشيرتسي، ساري . إنها أكبر شركة خدمات أغذية في العالم. تعمل مجموعة كومباس في حوالي 50 دولة وتوظف أكثر من 550,000 شخص. إنه يخدم حوالي 5.5 مليار وجبة سنويا في مواقع مختلفة تشمل المكاتب والمصانع والمدارس والجامعات والمستشفيات والمواقع الرياضية والثقافية الرئيسية ومعسكرات التعدين والمنشآت الإصلاحية ومنصات النفط البحرية. كومباس جروب مدرجة في بورصة لندن وهي مكون من مؤشر فاينانشال تايمز 100 . وهي أيضًا شركة فورتشن جلوبال 500 .

## المنافسين الرئيسيين
من بين المنافسين الرئيسيين لمجموعة كومباس أرامارك و سوديكسو .

## روابط خارجية
- الموقع الرسمي
- ياهو! الملف الشخصي